# 世良田義周
世良田 義周（せらだ よしちか）は、南北朝時代の武将。

## 経歴・人物
上野国新田荘世良田郷領主。新田義興旗下。延文3年/正平13年（1358年）10月10日武蔵多摩川矢口渡で新田義興が謀殺された際、その後を追い自害した。子の義時はこの際、逃げ延び出家し、のち還俗して父と同じく右馬助を名乗ったというが詳細は不詳。